# Il brigante (film 1953)
Il brigante (O Cangaceiro) è un film del 1953 scritto e diretto da Lima Barreto, primo lungometraggio dell'attore e regista brasiliano che inaugurò il cosiddetto genere "nordestern", unendo il movimento sociale del cangaço al western americano.
È stato il primo film brasiliano ad essere premiato al Festival di Cannes, dove si è aggiudicato il riconoscimento come miglior film d'avventura e una menzione speciale per la colonna sonora.
Nel 1997 ne è stato realizzato un remake da parte del regista e produttore Anibal Massaini Neto.

## Trama
Galdino Ferreira è il capo di una banda di malviventi che saccheggia e distrugge la regione del Nordeste brasiliano. Nel corso di una delle tante scorribande prende in ostaggio la giovane maestra Olívia di cui si è invaghito, ma il suo luogotenente Teodoro non approva e la libera. Accortosi della fuga dei due, Galdino mette sulle loro tracce i suoi uomini. Una volta raggiunti, Teodoro si sacrifica per salvar la vita della sua innamorata.

## Distribuzione
Il film è stato distribuito in Brasile dal 20 gennaio 1953 e lo stesso anno è stato proiettato ai festival di Cannes e Berlino.
Nel 1990 è stato mostrato di nuovo a Berlino nella retrospettiva "40 Years Berlinale", dedicata ai film più significativi presentati nelle varie edizioni del festival.

### Date di uscita
- Brasile (O Cangaceiro) – 20 gennaio 1953
- Regno Unito (The Bandit) – Settembre 1953
- Francia (Sans peur, sans pitié) – 16 settembre 1953
- Portogallo (O Cangaceiro) – 8 dicembre 1953
- Germania Ovest (O Cangaceiro - Die Gesetzlosen) – 8 gennaio 1954
- Danimarca (Banditten) – 11 gennaio 1954
- Svezia (De vilda männen) – 25 gennaio 1954
- Paesi Bassi (De vogelvrijen) – 14 maggio 1954
- Austria (O Cangaceiro - Die Gesetzlosen) – Giugno 1954
- Finlandia (Kesytön maa) – 20 agosto 1954
- Stati Uniti (O Cangaceiro) – 3 settembre 1954
- Giappone – 6 febbraio 1955
- Turchia (Ooo Kangasero: Haydutlarin Kanunu) – Maggio 1955

## Accoglienza
Con circa 30 milioni di cruzeiros incassati in sei settimane di programmazione, Il brigante si rivelò un grande successo al botteghino e in seguito è diventato uno dei film brasiliani di maggior successo a livello internazionale.
Lo storico del cinema e critico francese Georges Sadoul lo ha giudicato "il punto culminante" degli studi Vera Cruz, aggiungendo che Lima Barreto «riesce a trasmettere il senso poetico dello spazio aperto del deserto del Sertão e rende questa storia vivace e piena di suspense». Tuttavia, negli anni successivi parte della critica ne ha evidenziato le "imprecisioni sociologiche" e alcuni rappresentanti del Cinema Novo, tra cui il regista Glauber Rocha, lo hanno criticato per aver attinto troppo dallo stile dei film americani.

## Riconoscimenti
- Festival di Cannes 1953
Prix International du film d'aventures a Lima Barreto
Menzione speciale a Gabriel Migliori per la colonna sonora
Candidatura al Grand Prix a Lima Barreto
- Festival internazionale del cinema di Berlino 1953
Candidatura all'Orso d'oro a Lima Barreto

## Colonna sonora
La colonna sonora, realizzata dal compositore e pianista brasiliano Gabriel Migliori, è stata pubblicata come EP nel 1953 dalla RCA Records. I brani sono eseguiti dall'orchestra del musicista Zé do Norte, alias Alfredo Ricardo do Nascimento.

### Tracce
1. Mulher Rendeira
2. Sodade, Meu Bem, Sodade (cantata da Vanja Orico)
3. Meu Pinhao
4. Lua Bonita